# La France juive

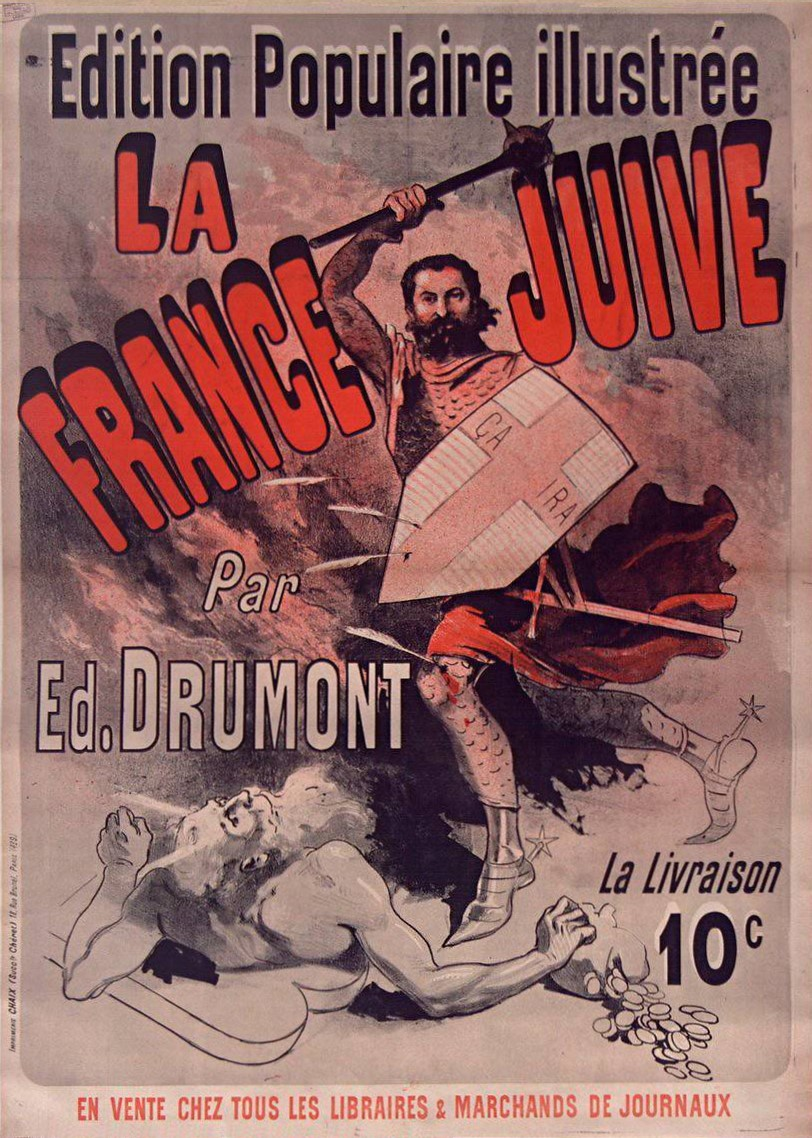
Cartel de Jules Chéret anunciando una edición popular ilustrada de La France juive.

La France juive (Francia judía), subtitulado Essai d'histoire contemporaine ('Ensayo de historia contemporánea'), es un panfleto antisemita del periodista desconocido hasta entonces Édouard Drumont que publicó por cuenta propia en 1886 y que conoció tal éxito —en un año vendió más de 60 000 ejemplares— que dos años después salió a la venta una versión reducida, que será reeditada más de doscientas veces.
La edición original constaba de alrededor de 1200 páginas y en ella, además de dar una lista de 3000 apellidos judíos y de sus amigos, Drumont recurre a todos los tópicos del antisemitismo moderno —la hostilidad hacia los judíos considerados como una raza— y también del antijudaísmo cristiano —la hostilidad hacia los judíos considerados como un grupo religioso—. En el libro se habla de la oposición entre arios y semitas y de cómo los judíos se están apoderando de Francia gracias sobre todo a su control de las finanzas y del capital. También se recurre a la vieja acusación de los judíos como pueblo deicida.
El éxito del libro es una prueba de la intensidad del antisemitismo en Francia a finales del siglo XIX, como se demostrará cuando pocos años después de su publicación estalle el affaire Dreyfus.
El libro se menciona en El cementerio de Praga, la novela de Umberto Eco.